# علیرضا معتمدی
علیرضا معتمدی (زادهٔ ۱۳۵۷) نویسنده، هنرپیشه، و کارگردان ایرانی است. او نویسندهٔ فیلم‌های متل قو، آقای هفت رنگ و صحنهٔ جرم، ورود ممنوع! بوده‌است. معتمدی در سال ۱۳۹۶ نخستین فیلمش را با عنوان رضا کارگردانی کرد. این فیلم در سی و ششمین جشنوارهٔ جهانی فیلم فجر به نمایش درآمد.

## فیلم‌شناسی
| سال  | عنوان                 | سمت      | سمت     | سمت    | سمت       |
| سال  | عنوان                 | کارگردان | نویسنده | بازیگر | نقش       |
| ---- | --------------------- | -------- | ------- | ------ | --------- |
| ۱۳۷۵ | کمین                  |          |         | آری    |           |
| ۱۳۷۹ | دختری به نام تندر     |          |         | آری    |           |
| ۱۳۸۴ | مسیح                  |          |         | آری    |           |
| ۱۳۸۴ | صحنه جرم، ورود ممنوع! |          | آری     |        |           |
| ۱۳۸۴ | روزهای اعتراض         |          | آری     |        |           |
| ۱۳۸۷ | آقای هفت رنگ          |          | آری     |        |           |
| ۱۳۹۱ | متل قو                |          | آری     |        |           |
| ۱۳۹۶ | رضا                   | آری      | آری     | آری    | رضا       |
| ۱۴۰۱ | چرا گریه نمی‌کنی؟      | آری      | آری     | آری    | علی شهناز |